# Dvorac Kingswear
Dvorac Kingswear je sagrađen između 1491. i 1502. godine kao priobalna topnička kule za korištenje teških topova. Nalazi se pokraj istoimenog grada u Devonu, Engleska.
Zbog ograničenog dometa topa u to vrijeme utvrda Kingsweara je osmišljena tako da radi zajedno s dvorcem Dartmouth na suprotnoj strani Darta tako da mogu pružiti potpunu pokrivenost uskog prolaza kroz ušće rijeke Dart u luku Dartmouth. Nakon razvoja tehnologije i porastom dometa oružja, nova oružja su smještena na dvorac Dartmouth. To je dovelo do smanjenja obrambene uloge ove utvrde.
Za razliku od dvorca Dartmouth, Kingswear je u privatnom vlasništvu.